# عنبر 7 (كتاب)

عنبر 7 (دكتور/ مصطفى محمود)

عنبر 7  كتاب للكاتب المصري الدكتور مصطفى محمود صدر عن دار المعارف، والكتاب يتكون من 12 قصة قصيرة، عنبر في مستشفى، عربة قطار درجة ثالثة، صالون أنيق في بيت برجوازي، مقهى شعبي، عوالم مختلفة يدخلها د. مصطفى محمود في هذه المجموعة القصصية وأنواع مختلفة من البشر يقدمها بأسلوبه العذب كاشفاً عن تناقضات النفس الإنسانية.

### الفهرس القصصي
| رقم | عنوان القصة  |
| --- | ------------ |
| 1   | الوقت رخيص   |
| 2   | عنبر 7       |
| 3   | القطار       |
| 4   | لا أحد       |
| 5   | الشاطر       |
| 6   | صاحب الجلالة |
| 7   | جرسون        |
| 8   | دقة قديمة    |
| 9   | الماء والزيت |
| 10  | أنا          |
| 11  | منتهى النجاح |
| 12  | كوكو         |

## مقتطفات من الكتاب

### الوقت رخيص:
على مقهى المتبولي كل شيء رخيص، تستطيع أن تدفع ثمن كوب من الشاي وتجلس.. تأتي إليك آخر الأخبار.. وآخر الشائعات.. وآخر النكت.. الجرسون وهو يحمل على ذراعه ثلاث طلبات وشيشة وطاولة وطقطوقة.. وتمضي ثلاث ساعات من الوقت الرخيص.

### عنبر7:
سنة كاملة قضيتها في هذا المكان راقداً في عنبر كالخرابة في مستشفى من عشرات العنابر مبعثرة في الصحراء كعلب الصفيح بين مرضى يسعلون ويلهثون كأنهم في عالم بلا هواء، كل شيء هنا منظم حتى سعال يعاودني كل ليلة مع الفجر فيضبط المرضى عليه ساعاتهم، فإذا انقطع يوماً أقبلوا علىّ بوجوه مصفرة ورفعوا عن رأسى الغطاء هامسين: وله.. وله يا عوف مال حسك مش باين ليه أنت ميت، فأسعل في حدة لأؤكد لهم أنى ما زلت حياً وبصحة جيدة... سنة بطولها.

### القطار:
يجلس في القطار ويقرأ في الجريدة خبر عن داني هوكي الأمريكي الذي بدأ بريال في جيبه ومسحوق مبيد الصراصير يدور على سيدات البيوت، ويتطور إلى مصنع ثم سلسلة مصانع وأصبح صاحب مئات الملايين.. يجلس في القطار وهو الذي بدأ ليس بريال ولكن بمبلغ الف جنيه وفتح متجراً للزيت الذي فسد وأصبح مالديه هو ريال فقط.. يجد من حوله من الركاب كمشوهي الحرب.

### لا أحد:
يعيش طلبة عبد الحميد رضوان في بيت الأب الذي يصفعه ويعنفه، والأم التي تحذره، وفي المدرسة يضربونه وعندما يموت أبوه وترفض المدرسة طلب المجانية يعمل بكل الأعمال ويلطمه ميكانيكي السيارات على وجهه وهو يرجوه أن يتوقف بحجة انه يتيم وليس له أحد.. ويكسب القروش ويستأجر محل قديم يضع فيه الكتب المستعملة، يقرأ بعضها ويبيع البعض الآخر، يرسل الولد الذي يعمل بمحله ليجلب له الشيشة ثم الشاي وينهره عندما لا ينظف المحل، ويصفعه ويسقط وهو يرجوه أن يتوقف بحجة انه يتيم وليس له أحد.. نفس الكلمات التي قالها هو منذ زمن.. هل هو طلبة؟ ... هو لا أحد.

### الشاطر:
تبدأ القصة بين شاب وزوجة صديقه، تحاول أن تجاهد نفسها كي لا تقع في شباكه، وهو يدغدغ مشاعرها معتمداً على حبها له ورفضها لزوجها، وبعد عشرة سنوات يجلس العشيق والزوج يلعبان النرد حيث يسأل الزوج صديقة عن احجامه حتى اليوم عن الزواج.. وبعد الحديث بيوم يطلب العشيق من الزوجة موعداً، وترفض، ويصل الزوج يعاني من مغص ويطلب قربة ماء ساخن من الزوجة، ويتحول البيت إلى خلية نحل من الزوجة والأبناء لمساعدة الأب المتألم، بينما العشيق يتأمل في المرآة.. باحثاً عن رجل قديم كان يعرفه منذ عشر سنوات.

### صاحب الجلالة:
حوار في كواليس المسرح بين اثنين من الممثلين الفقراء، يجلس من يمثل دور الملك ويطلب من زميله الذي يمثل دور الكاهن قطعة من ساندويتش يلتهمه الكاهن الذي يرفض، ويخبره الملك ان هناك حجز وبيع لعفش بيته يتم الآن وأنه سيعود ليفترش الأرض، يسمع النداء للظهور على المسرح فيسارع ليسمع صديقه الكاهن صوته يجلجل ويقول: «أين حكيم القصر؟ أين قائد جندي؟ أين حامل أختامي؟ إني أفتح خزائني اليوم.. حتى لا يبقى على الأرض جوعان»، يبتسم صديقه من خلف الكواليس وهو يصغي إلى كلماته.. وتتندى عينيه بالدموع.

### جرسون:
يوم في حياة الجرسون اليوناني ينيجورجيادس ميخاليدس بسكاليدس في بار فقير، وإحساسه بأهمية ما يقدمه فهو «يوزع الانبساط والضحك على الناس» ويقنع بالعبوس وعدد الطلبات، رواد باره من الشعراء وشاب وفتاة في حالة حب، وشخص منزوي بالزاوية لا يتحدث، ينقضي اليوم ويتم توزيع البقشيش ويعود إلى بيته حيث كاترينا نائمة وبقية الأسرة في أعمال البقالة أو الكباريه أو أي تجارة.

### دقة قديمة:
يذهب بطل القصة من المنيا إلى إدارة حكومية غير معلومة المكان لأخذ ملف من صبحي أفندي الباشكاتب الذي يرحب بالشاب ويقوده إلى غرفة مكتبه التي لم تدخلها الشمس منذ 30 سنة ويملؤها الغبار، ولكن الرجل سعيد بالزيارة وبكل ما حوله، يتسائل الشاب بعد مغادرته لمكتب صبحي أفندي: «ماذا جنى هذا الرجل مقابل طيبته هذه؟» وشاهده يخرج من الإدارة والناس تلتقي به لتشكره وتصادفه لتقوم بالدعاء له وعرف اجابة سؤاله من وجوه الناس.

### الماء والزيت:
صرخ وهو يلومها على سبعة أشهر معاً وما زال لا يعرف عنها شيء، لم تقل أنها تحبه، القبلات لم تفتح الأبواب المغلقة، والأحضان مثل مصافحة اليدين، هو وهي مثل زجاجة بها الزيت والماء مهما رجت الزجاجة لا تختلط أبداً وسكت وتكلمت وهي تنظر إلى بطنها وجنينها وقالت أنها لا تجيد الكلام ولكن ألا يكفيه قمصانه المعطرة، والبيت المرتب، ولهفتها على عودته.. الا يكفيه الماء والزيت في بطنها الذي تحول إلى دم ولحم؟
أنا: يجلس في الصالون مجموعة من الناس، يتحدث الجراح عن جراحاته التي أذهلت العالم، ويتحدث المهندس عن تصميم مبنى أحتار صغار المهندسين في كيفية تصميمه في دقائق أثناء شرب الشاي، والمحامي.. والسيدة.. والشاب.. وأترك الجلسة وأنا مستاء من هذه الأحاديث الذاتية التي يملؤها الأكاذيب، أترك المكان وأمر بمتجر أشتري منه لوازمي يحملها صبي المتجر حتى البيت حيث اسارع إلى سريرى وبعد ساعة أتذكر أنني تركت الصبي بالباب دون دفع أجره.. حتى أنا مشغول بذاتي.

### منتهى النجاح:
الأستاذ هارون المحامي، ناجح في قاعة المحكمة، يملك المال الكثير وتتهافت عليه الفتيات وهو المتزوج الذي تخطى الأربعين، يحول القضايا الفاشلة إلى ناجحة، يخطب بهذا في صالونه والزوار من حوله، وعندما ينفض المجلس يأخذني من يدي وهو يعرف أنني طبيب ويسألني عن دواء جديد لفقدان القدرة الجنسية.

### كوكو:
فنان ينحت تماثيل لنساء عاريات، تقع النساء في حبه أثناء صناعة التمثال، ويسكرها بكلمات العشق، تختفي الواحدة تلو الأخرى وينتهي به الحال وهو عجوز هرم تمر به حبيبات الماضي وقد تزوجن وصار لهم أسر وهو جالس وحيد.

## نقد وتحليل
كتب موقع مكتبة الكتب: "كتاب خفيف عبارة عن قصص مسلية ويمكن تلخيصها في الآتي: الغرور إما موصل للهلاك والندم وإما هو لإخفاء الضعف النفسي – إذا قضيت حياتك مرحًا ونهمًا إنتهيت نادمًا - بعض المجرمين صاروا مجرمين لأن الحياة أجرمت في حقهم - عدد كبير من الناس مجهولين ومهمشين أحياءً وأمواتًا - بعض الناس طيبين لمجرد الطيبة وهم لا يكسبون من طيبتهم تلك إلا حب الناس وتقديرهم - بعض الناس لا مباديء لديهم ولا هم لهم إلا تلبية رغبتهم في خداع الناس وشفط أموالهم - "و تفاخر بينكم"، كل الناس من حولك مهما عظم شأنهم أو حقر يقولون أنا - المرأة اللعوب كثيرًا ما تكون باحثة فاشلة عن الحب.

## قام موقع (جود ريدز) بتجميع آراء القراء:
- لا تعجلوا بمدح الناس وبذمهم، فان المرء يعجبك اليوم ويسيئك غداً، ويسيئك اليوم ويعجبك غداً، القصص التي وردت في عنبر 7 كلها تؤكد ان في داخل كل منا انسان، حتى وان كان في ظاهره مجرم، انسان مر بمعاناة أو مأساة، غيرت من مسار حياته.
- مجموعة قصصية جميلة جداً. كالعادة يغوص الدكتور مصطفى محمود بداخل النفس البشرية ويستخرج لنا أنماط مختلفة من البشر نراهم في كل مكان وزمان حولنا منذ بدء الخليقة وحتى اليوم ويمكنك أيضاً ان تجد صورتك في إحدى وجوه هذه الشخصيات.
- من أجمل ما قرأت لمصطفى محمود ...استطاع ان يرسم بقلمه عشرات الشخصيات ويغوص في أعماق تلك النفوس البشرية ويسبر أغوارها ... يصور غايات البشر المتشابهه غالباً ووسائلهم المختلفة لتحقيق غاياتهم...لكنهم غالباً يسقطون في بئر لا قرار له قبل ان ينالوا مرادهم ... وغيرهم ممن يعيشون فالحياة بلا هدف ولا غاية ... كتاب رائع فعلا يستحق القراءة.
- عبقرية وبساطة وجمال د. مصطفى محمود .. أسلوب القصص بسيط وسهل ومفهوم وممتع، قصص تعبر عن المجتمع المصري، تتعمق في النفس البشرية بشكل رائع ... في المجمل الكتاب جيّد.
- من حيث الأحداث والوصف والسرد ورسم الشخوص، يظهر فيها أسلوب الكاتب المعروف.
- عبارة عن مجموعة قصصية متفاوتة في مستواها أرى بعضها جيد ومؤلم وواقعي وبعضها الأخر لم أرى له داعي لكتابته من الأساس.
- تتمحور حول النفس البشرية ويطغى عليها الطابع الفلسفي .. تتعايش في أحداث كل قصة وأنت تشعر بأنك قد رأيت هذه الشخصية من قبل.

## وصلات خارجية
https://www.goodreads.com/ar/book/show/5950125-7 عنبر 7 (كتاب)
https://books-library.net/free-420273089-download نسخة محفوظة 16 سبتمبر 2021 على موقع واي باك مشين. عنبر 7 (كتاب)
https://kutib-sawtiat-majania.info/smy_wktb_lmwlfyn-_nbr_7_18679.html عنبر 7 (كتاب)